# Katy (Pologne)
Pour les articles homonymes, voir Katy.
Katy est une localité polonaise de la gmina de Jarocin, située dans le powiat de Nisko en voïvodie des Basses-Carpates.